# Hruszaunik
Hruszaunik (biał. Грушаўнік; ros. Грушевник, Gruszewnik) – wieś na Białorusi, w obwodzie grodzieńskim, w rejonie lidzkim, w sielsowiecie Bielica.